# Djebel Chenoua
Pour les articles homonymes, voir Djebel (homonymie) et Chenoua.
Le Djebel Chenoua est une corvette de la marine algérienne, navire de tête de la classe Djebel Chenoua.
Ses sister-ships sont l'El Chihab (352) et l’El Kirch (353).